# Hans-Ludwig Kröber

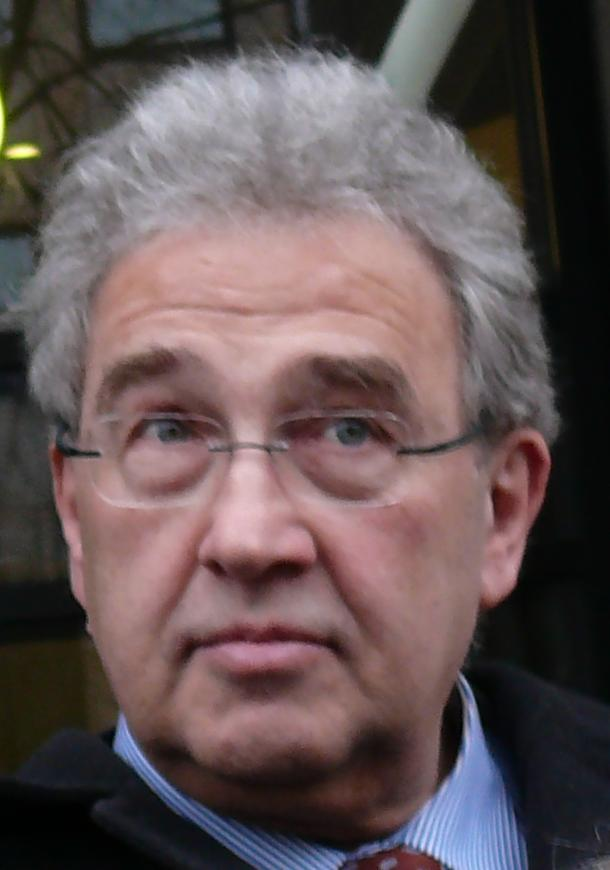
Hans-Ludwig Kröber (2011)

Hans-Ludwig Kröber (* 10. Januar 1951 in Bielefeld-Gadderbaum) ist ein deutscher Psychiater und forensischer Psychiater.

## Leben
Kröber wuchs in Bielefeld-Bethel auf, wo sein Vater Chefarzt an den von Bodelschwinghschen Anstalten war. Seine Mutter war dort ebenfalls als Nervenärztin tätig. Er machte sein Abitur in Bielefeld und studierte in Münster Medizin. Während seines Studiums betätigte er sich aktiv im Kommunistischen Bund Westdeutschland (KBW-Mitglied seit 1974), für den er bei der Bundestagswahl 1976 im Wahlkreis 95 Münster und auf der Landesliste Nordrhein-Westfalen kandidierte. Die Weiterbildung zum Facharzt für Psychiatrie erfolgte wieder in Bethel.
1984 ging Kröber an die Psychiatrische Universitätsklinik Heidelberg, wo er sich bei Werner Janzarik habilitieren konnte. 1994 erhielt er einen Ruf an die psychiatrische Universitätsklinik Hamburg. Seit 1996 war Kröber Universitätsprofessor für Forensische Psychiatrie und Direktor des Instituts für Forensische Psychiatrie der Freien Universität Berlin, das später Teil der Charité - Universitätsmedizin Berlin wurde. 2016 wurde Kröber emeritiert. Die kommissarische Leitung des Instituts übernahm Norbert Konrad.
Hans-Ludwig Kröber ist Mitherausgeber des Handbuchs der Forensischen Psychiatrie und der wissenschaftlichen Zeitschrift Forensische Psychiatrie, Psychologie, Kriminologie. Themenbereiche seiner Publikationen sind Rückfälligkeit von Gewaltstraftätern und Kriminalprognosen.
Kröber ist verheiratet und hat drei erwachsene Kinder.

## Gutachten

### Im Fall Peggy Knobloch
In mehreren spektakulären Justizfällen hat Kröber bei der Begutachtung von Straftätern mitgewirkt. Im Fall Peggy Knobloch kam er in einem Gutachten zum Ergebnis, dass das widerrufene Geständnis des Angeklagten Ulvi Kulaç glaubwürdig sei; Kulaç wurde 2004 zu lebenslanger Haft verurteilt, nach einer Wiederaufnahme des Verfahrens im April 2014 jedoch freigesprochen. Christoph Lemmer, Co-Autor des Buches Der Fall Peggy, ist der Ansicht, dass Kröber von der Polizei unvollständig und falsch informiert worden sei. Anders als von Kröber dargestellt, habe es durchaus eine Tathergangshypothese gegeben, auf deren Grundlage die Polizei ein Geständnis habe suggerieren können.

### Mario Mederake
Im Jahr 2006 stufte er Mario Mederake im Prozess um die Entführung und Vergewaltigung der 13-jährigen Stephanie aus Dresden als dauerhaft gefährlich ein. Der Angeklagte wurde zu 15 Jahren Haft mit anschließender Sicherungsverwahrung verurteilt.

### Christian Klar
Im Auftrag des Justizministeriums Baden-Württemberg sollte Kröber im Jahr 2007 den Terroristen Christian Klar begutachten. Unter anderem auf Grundlage dieses Gutachtens sollte entschieden werden, ob Klar vorzeitig aus der Haft entlassen werden kann. Klar verweigerte allerdings diese psychiatrische Begutachtung.

### Aussagetüchtigkeit der Nebenklägerin im Fall Jörg Kachelmann
Im Kachelmann-Prozess wurde Kröber vom Gericht mit einem Gutachten zur Aussagetüchtigkeit der Nebenklägerin beauftragt. In dieser Rolle griff er die These an, dass Erinnerungsverlust eine typische Folge von erlittenen Traumata sei. Einlassungen in Interviews im Jahr 2012 zufolge hielt er die Aussagen der Nebenklägerin für unglaubwürdig.

### Gustl Mollath
Im Fall Gustl Mollath wurde im April 2008 Kröber von der zuständigen Strafvollstreckungskammer des Landgerichts Regensburg mit einer forensischen Begutachtung beauftragt, nachdem Hans Simmerl, Oberarzt im Bezirksklinikum Mainkofen, in einem Gutachten zur Notwendigkeit einer Betreuung zum Schluss gekommen war, dass bei Mollath eine wahnhafte Störung „nahezu ausgeschlossen“ sei. Mollath hatte sich mit der Untersuchung durch Kröber einverstanden erklärt, stellte jedoch zur Bedingung, vorher seine Krankenakten einsehen zu dürfen und – wie von Kröber als Mindeststandard in seinem Aufsatz Gang und Gesichtspunkte der kriminalprognostischen psychiatrischen Begutachtung beschrieben – rechtzeitig über den Zeitpunkt der Begutachtung informiert zu werden. Als am 4. Juni 2008 unangekündigt Kröber in der forensischen Klinik des Bezirkskrankenhauses Straubing, in dem Mollath untergebracht war, erschien, verweigerte Mollath eine Untersuchung. Auch am Folgetag kam kein Gespräch zustande, nachdem Mollath auf Einsicht in die interne Dokumentation der Klinik beharrte. Kröber erstellte daraufhin ein Gutachten ohne persönliche Untersuchung des Probanden anhand der Aktenlage: Es könne „eindeutig festgestellt“ werden, dass die insbesondere vom Erstgutachter Klaus Leipziger zusammengetragenen Materialien „vollauf ausreichen, um die Diagnose einer ‚wahnhaften Störung‘ zu rechtfertigen“. Kröber verteidigte seine Begutachtung in einem Interview mit Telepolis im Juli 2013. Am 6. August 2013 ordnete das Oberlandesgericht Nürnberg Mollaths sofortige Freilassung an; im September 2013 stellte das Bundesverfassungsgericht fest, dass bei den Urteilen, die zu Mollaths weiterer Unterbringung geführt hatten, dessen Grundrechte verletzt worden waren. Mollaths Rechtsanwalt Gerhard Strate warf Kröber im November 2013 im Zusammenhang mit seinen Äußerungen zum Fall Mollath „Verfälschung der Wahrheit“ sowie „Realitätsverlust“ vor. Auch in seinem 2014 erschienenen Buch Der Fall Mollath –– Vom Versagen der Justiz und Psychiatrie beschäftigt sich der Hamburger Strafverteidiger Strate mit dem Gutachten Hans-Ludwig Kröbers. Unter der Überschrift „Die Allzweckwaffe aus der Hauptstadt“ kritisierte er Kröber:

„Grundsätzlich fällt auf, dass sich die Arbeitsergebnisse des Hans-Ludwig Kröber mit den mutmaßlichen Wünschen seiner Auftraggeber nicht nur in diesem Falle decken. Die von Wilfried Rasch kritisierte Anpassungsbereitschaft der forensischen Psychiatrie an die politisch jeweils vorherrschende Meinung zeigt sich auch im Kleinen, nämlich in dem sicheren Gespür des beauftragten Psychiaters für die Erwartungen des Auftraggebers.“

## Berater des Vatikans
Kröber war auch als Berater des Vatikans zum Thema Pädophilie tätig. In diesem Zusammenhang äußerte er sich auch zu einer möglichen Kausalität von sexuellem Missbrauch von Kindern durch katholische Priester und dem Zölibat und verneinte diese eindeutig.

## Veröffentlichungen (Auswahl)
- Schizophrenie-ähnliche Psychosen bei Epilepsie. Retrospektive kasuistische Untersuchung anhand der epilepsiekranken Patienten der Betheler Kliniken. Kleine, Bielefeld 1980, ISBN 3-88302-021-4
- mit Heinz Scheurer & Paul Richter: Ätiologie und Prognose von Gewaltdelinquenz. Empirische Ergebnisse einer Verlaufsuntersuchung. Roderer, Regensburg 1993, ISBN 3-89073-640-8
- mit Klaus-Peter Dahle (Hrsg.): Sexualstraftaten und Gewaltdelinquenz. Verlauf – Behandlung – Opferschutz. Kriminalistik-Verlag, Heidelberg 1998, ISBN 3-7832-0298-1
- mit Hans-Jörg Albrecht (Hrsg.): Verminderte Schuldfähigkeit und psychiatrische Maßregel. Nomos, Baden-Baden 2001, ISBN 3-7890-7386-5
- mit Max Steller (Hrsg.): Psychologische Begutachtung im Strafverfahren. Indikationen, Methoden und Qualitätsstandards. Steinkopff, Darmstadt 2000, ISBN 3-7985-1235-3; 2. überarbeitete und erweiterte Auflage ebd. 2005, ISBN 3-7985-1508-5
- mit Dieter Dölling, Norbert Leygraf & Henning Saß (Hrsg.): Handbuch der Forensischen Psychiatrie.
  - Band 1: Strafrechtliche Grundlagen der forensischen Psychiatrie. Steinkopff, Darmstadt 2007. ISBN 978-3-7985-1446-1.
  - Band 2: Psychopathologische Grundlagen und Praxis der forensischen Psychiatrie im Strafrecht. Springer, Berlin 2010. ISBN 978-3-7985-1447-8.
  - Band 3: Psychiatrische Kriminalprognose und Kriminaltherapie. Steinkopff, Darmstadt 2006. ISBN 3-7985-1442-9.
  - Band 4: Kriminologie und forensische Psychiatrie. Steinkopff, Heidelberg 2009, ISBN 978-3-7985-1448-5
  - Band 5: Forensische Psychiatrie im Privatrecht und öffentlichen Recht. Steinkopff, Heidelberg 2009. ISBN 978-3-7985-1449-2.
- Mord. Geschichten aus der Wirklichkeit. Rowohlt, Reinbek 2012, ISBN 978-3-498-03563-1
- Mord im Rückfall. 45 Fallgeschichten über das Töten. Medizinisch Wissenschaftliche Verlagsgesellschaft, Berlin 2019, ISBN 978-3-95466-429-0